# Ruben Mattson
Ruben Mattson, född den 5 oktober 1879 i Stockholm, död där den 12 februari 1929, var en svensk skolman. Han var far till Lisa Mattson.
Mattson blev student vid Uppsala universitet 1898. Han avlade filosofie kandidatexamen 1900 och filosofie licentiatexamen 1904. Mattson promoverades  till filosofie doktor 1905 och blev docent i matematik i Uppsala samma år. Han blev lektor i Västerås 1907 och vid Norra latinläroverket i Stockholm 1913. I många år var Mattson kamrer hos direktionen över Stockholms stads undervisningsverk, vice ordförande och skattmästare i styrelsen för Läroverkslärarnas riksförbund samt ordförande i Stockholms läraresällskap. Han var under långa tider tillförordnat undervisningsråd.